# Caixa Andorrana de Seguretat Social
La Caixa Andorrana de Seguretat Social (CASS) és una entitat parapública encarregada de gestionar el sistema de seguretat social d'Andorra. Fou creada l'any 1968.

## El sistema de Seguretat Social
El sistema andorrà de seguretat social es fonamenta en els principis d'universalitat, unitat, solidaritat i igualtat, i es basa en el copagament. Cobreix més del 90% dels residents i és obligatori afiliar-s'hi per a tots els assalariats al país. La CASS gestiona els reemborsaments de les despeses sanitàries, amb un índex d'entre el 75% i el 100%. Es reemborsen el 75% dels costos de medicaments i visites al metge, el 90% de les despeses d'hospitalització i el 100% en cas d'accident laboral. El ciutadà paga la resta. A les persones sense recursos se'ls cobreix tot el tractament.
El sistema s'estructura en dues branques:
- La branca general. Cobreix les prestacions de reembossament, d'incapacitat temporal, de maternitat, de paternitat, de risc durant l'embaràs, d'invalidesa, de capital per defunció i les pensions d'orfenesa.
- La branca de jubilació. Cobreix les pensions de jubilació i les de viduïtat.

Només uns pocs metges són assalariats; la majoria són professionals liberals que els pacients trien lliurement. El 2018 es va introduir el procediment de triar un metge de capçalera: davant d'un problema mèdic, és aquest professional qui fa la primera visita i deriva el pacient a un especialista si s'escau. D'aquesta manera, el ciutadà paga només el 25% del cost de la visita que li pertoca. Per a aquells tractaments mèdics que no es poden fer a Andorra, existeixen convenis amb centres d'Espanya i França.

## Cotitzacions a la CASS
La llei andorrana estableix que per als assalariats per compte aliena la CASS ha de recaptar el 22% del seu salari brut mensual. Aquest import queda repartit entre treballador i empresari:
- Els treballadors han de destinar un 6,5% del seu salari brut mensual a les arques de la CASS distribuïts en un 3% a la branca general i un 3,5% en la branca de jubilació
- L'empresa ha d'aportar el 15,5% del salari (7% per a la branca general i 8,5% per a la de jubilació)

No obstant això, és l'empresa la que s'encarrega d'abonar mensualment les quantitats directament a la CASS, i per això algunes empreses decideixen assumir un major percentatge de les cotizacionespara així alliberar en part als seus treballadors.
Els treballadors autònoms, en ser considerats treballadors a Andorra estan també subjectes al règim de la Seguretat Social. La diferència radica que tenen un sistema propi en el qual totes les cotitzacions van a càrrec seu.S'estableix la base mínima de cotització per a un autònom com el salari global mensual mitjà cotitzat pel conjunt de persones assalariades a la CASS de l'any natural immediatament anterior segons estableix la llei, i sobre aquest import s'aplica el percentatge del 22% del salari.
D'aquesta quantitat total, es destina un 10% per a la branca general i un 12% per a la jubilació del treballador autònom. No obstant això, cal assenyalar que aquells autònoms que compleixin certs requisits especificats per la mateixa CASS podran acollir-se a reduccions i pagar menys mensualment.